# 리피트 (가수)
리피트(1980년 2월 15일 ~ )는 대한민국의 가수 겸 싱어송라이터, 작사가, 작곡가, 영화배우다.
본명은 최정필이다. 전라북도 전주에서 의사 아버지, 간호사 어머니 부부의 3남중 둘째로 태어나 중학교 때 경기도 안산으로 이주하여 자랐다.
2011년 "최신재"라는 래퍼 이름으로 첫 앨범 <알면서도 사랑해>를 발매, 2013년 K팝스타 시즌2 출신 가수 송하예와 부른 듀엣곡 '사랑하게 만들어놓고'를 작사 및 발매하여 멜론 뮤직비디오 17위, 소리바다 실시간 차트 6위, 지니뮤직 실시간 차트 54위, 지니뮤직 top 100 누적 33시간, 지니뮤직 가요 주간차트 142위를 달성한 바 있다.
2015년 "리피트"로 아티스트 네임을 변경한 뒤 슈퍼스타K4 출신 가수 안예슬이 피처링 한 힙합곡 <추억에게 (feat. 안예슬)>를 작사, 작곡 발매한 후 꾸준히 대중음악 작곡가, 작사가로 활동하며 자신만의 스타일로 음악 예술을 알리고 있다.

## 음반 목록

### 정규앨범
| [제1집] <평행기억 = 2038년 오늘> 2038년 오늘 | [제1집] <평행기억 = 2038년 오늘> 2038년 오늘        |
| 2020.04.09 발매 / 발매사 : ㈜KOBUCO          | 2020.04.09 발매 / 발매사 : ㈜KOBUCO                 |
| -------------------------------------------- | --------------------------------------------------- |
| 01                                           | 시간여행자의 평행기억 (A Time Voyager’s Flashback)  |
| 02                                           | 2038년 오늘                                         |
| 03                                           | 아일랜드걸 (Island Girl) (Remastering Ver. )        |
| 04                                           | 추억에게 (Remastering Ver. ) (feat. 안예슬)         |
| 05                                           | celeb (Remastering Ver. )                           |
| 06                                           | 흑조 (Black Swan) (Remastering Ver. )               |
| 07                                           | 2038년 오늘 (Immersive Ver. )                       |
| 08                                           | Dive in Love (Remastering Ver. )                    |
| 09                                           | 작사 (Remastering Ver. ) (Feat. 신은지)             |
| 10                                           | 이별의 피날레 (Remastering Story Ver. )             |
| 11                                           | 거장 음악가를 위한 헌정곡 (For Maestro)             |
| 12                                           | 2038년 오늘 (Nostalgic Background Music)            |
| 13                                           | 흑조 소나타 (Black Swan Sonata) (Remastering Ver. ) |
| 14                                           | True Love (Remastering Ver. )                       |
| 15                                           | 루틴 (Remastering Ver. )                            |

| [제2집] 세계 대전                  | [제2집] 세계 대전                         |
| 2025.02.21 발매 / 발매사 : NHN벅스 | 2025.02.21 발매 / 발매사 : NHN벅스        |
| ---------------------------------- | ----------------------------------------- |
| 01                                 | 너와 나의 세계대전                        |
| 02                                 | 너와 나의 세계대전 (EDM Ver.)             |
| 03                                 | 너와 나의 세계대전 (Inst.)                |
| 04                                 | 내 얘기 같아 (Feat. 혜아)                 |
| 05                                 | 심장에 박힌 사랑                          |
| 06                                 | 영원한건 없지만 사랑은 영원히             |
| 07                                 | Fault (Classic Ver.)                      |
| 08                                 | 뮤지컬 러브 (Musical Love) (Feat. 최인우) |
| 09                                 | Fault (Cinema Ver.)                       |
| 10                                 | Fault (Classical Instrument)              |
| 11                                 | 잘못, 죄책감... (New Age)                 |

### EP/미니앨범
| Eclipse Love                                        | Eclipse Love                                        |
| 2016.04.15 발매 / 발매사 : (주)루미넌트엔터테인먼트 | 2016.04.15 발매 / 발매사 : (주)루미넌트엔터테인먼트 |
| --------------------------------------------------- | --------------------------------------------------- |
| 01                                                  | 이별의 피날레                                       |
| 02                                                  | 같이 있어                                           |
| 03                                                  | 인터셉션 (Feat. 이제이)                             |
| 04                                                  | 천국 (Feat. Tory)                                   |

| 방랑자, 폭풍의 언덕에서 천국의 기억을 부르다 | 방랑자, 폭풍의 언덕에서 천국의 기억을 부르다 |
| 2019.12.20 발매 / 발매사 : 헉스뮤직          | 2019.12.20 발매 / 발매사 : 헉스뮤직          |
| -------------------------------------------- | -------------------------------------------- |
| 01                                           | 삼가 고인의 명복을 빕니다 (Rest in Peace)    |
| 02                                           | 방랑자의 일기 (Poem. Green Tale)             |
| 03                                           | 네 기억에서 죽은 자로부터                    |
| 04                                           | 방랑자를 위로하는 자연 정령들의 소리         |
| 05                                           | 방랑자의 일기 (Episode 폭풍의 언덕)          |

### 싱글
- 2011.02.24 알면서도 사랑해 (Feat. 지원)
- 2011.06.03 알면서도 사랑해 Pt.2 (Feat. 지원)
- 2013.04.18 사랑하게 만들어놓고 (듀엣 with. 송하예)
- 2015.06.22 추억에게
- 2015.11.10 아일랜드걸 (Island Girl)
- 2015.12.18 Celeb
- 2016.05.25 이별의 피날레 (Story Ver.)
- 2016.10.24 True Love
- 2017.02.24 작사 (Feat. 신은지)
- 2017.08.11 흑조 (Black Swan)
- 2017.11.03 Dive in Love
- 2017.12.07 루틴
- 2018.04.27 오늘만 살아
- 2018.04.27 내일을 기다려 (Poem. Black Tale)
- 2021.12.23 Natural Born Artist
- 023.05.09 Fault (Feat. Juen)
- 2023.01.11 내 얘기 같아 (Feat. 혜아)
- 2023.11.03 영원한건 없지만 사랑은 영원히
- 2024.02.20 길을 잃은 사람들에게
- 2024.02.20 비상 의지의 날개로 날아 (Motivation)
- 2024.04.09 뮤지컬 러브 (Musical Love) (Feat. 최인우)
- 2024.10.08 심장에 박힌 사랑

### 참여
- 2022.04.01 딥라이트 (Deep Light) - 버리지 못해 (With 혜아)
- 2022.09.26 딥라이트 (Deep Light) - 예쁜 마음의 일기 (With 최인우)
- 2023.03.16 딥라이트 (Deep Light) - 안녕 너와 나의 계절 (With 최인우)
- 2023.09.07 <사랑해 너의 모든 순간> 딥라이트 (Deep Light) - 우리 둘이 함께 있다면 (With 최인우)
- 2024.01.09 딥라이트 (Deep Light) - 몽중 (夢中)

## 연기활동
- 2008년 영화 <도레미파솔라시도> 단역
- 2009년 영화 <지구에서 사는 법> 조연
- 2010년 단편영화 <안나> 주연
- 2012년 드라마 <시크릿엔젤> 단역